# (5857) Neglinka
(5857) Neglinka (1975 TM2) – planetoida z pasa głównego asteroid okrążająca Słońce w ciągu 3,4 lat w średniej odległości 2,26 j.a. Odkryta 3 października 1975 roku.